# エマ・ビララサウ
エマ・ビララサウ・トマス（Emma Vilarasau Tomàs、1959年4月6日 - ）は、スペイン・バルセロナ県出身の女優。テレビ、舞台、映画で活動している。俳優のJordi Boschは夫。

## 経歴
1999年にはラムゼイ・キャンベルの小説を原作にしたジャウマ・バラゲロ監督のホラー映画『ネイムレス 無名恐怖』に主演し、カラ・エレハルデらと共演した。2001年にはマリア・リポル監督の『ユートピア』に出演し、ナイワ・ニムリらと共演した。

## 主な出演作品
- 1999年 『ネイムレス 無名恐怖』Los Sin Nombre（クラウディア役）
- 2003年 『ユートピア』Utopía（ユリエ役）